# バニラ属
バニラ属 (学名：Vanilla) は、ラン科に属する植物の分類である。
約110種あるが、香料の原料になるバニラ・プラニフォリア Vanilla planifolia が知られる。